# Diego Nadaya
Diego Fernando Nadaya (Córdoba, 15 september 1989) is een Argentijns voetballer die bij voorkeur als spits speelt. In 2014 verruilde hij Almirante Brown voor Mumbai City FC in de Indian Super League.

## Carrière

### Argentinië
Nadaya speelde de jeugd van Club Almirante Brown, maar maakte zijn profdebuut bij Instituto de Córdoba. Na verhuurd te zijn aan CA Platense werd Nadaya op 1 juli 2010 verhuurd aan San Martín de San Juan. Hij maakte zijn debuut in de met 0–0 gelijkgespeelde wedstrijd tegen San Martín de Tucamán. Nadaya speelde vijf wedstrijden voor de club uit San Juan en wist hierin niet te scoren.

### Universidad San Martín de Porres
Op 1 januari 2011 vertrok Nadaya transfervrij naar Universidad San Martín de Porres (USMP) in Peru. Op 19 februari maakte hij tijdens zijn debuut tegen Universidad César Vallejo de eerste treffer in een wedstrijd die USMP met 2–1 zou winnen. Nadaya maakte vijf doelpunten in vijftien wedstrijden voor USMP.

### Centro Deportivo Olmedo
In 2012 vertrok hij naar Centro Deportivo Olmedo. Hij maakte zijn debuut in de verloren wedstrijd tegen Técnico Universitario. Zijn enige doelpunt voor de ploeg uit Ecuador maakte hij op 25 april in de wedstrijd tegen Deportivo Quito. In totaal scoorde Nadaya dat seizoen eenmaal in tien wedstrijden.

### Olympiakos Volos
Na omzwervingen in Algerije bij CS Constantine en in Chili bij CD Cobresal kwam hij in februari 2013 bij Olympiakos Volos terecht. In de wedstrijd tegen Anagennisi Giannitsa maakte hij zijn eerste doelpunt in Griekse dienst. Drie dagen later, in de wedstrijd tegen Doxa Drama scoorde hij nogmaals. Nadaya zou uiteindelijk drie doelpunten maken in vijftien wedstrijden.

### Terugkeer naar Argentinië
In de zomer van 2013 keerde Nadaya terug naar Club Almirante Brown, de ploeg waar hij een deel van zijn jeugdopleiding genoot. Ondanks drie doelpunten in 26 wedstrijden van Nadaya degradeerde het team uit de Primera B Nacional.

### Mumbai City FC
Na de degradatie van Almirante Brown vertrok Nadaya in augustus 2014 naar Mumbai City FC dat deel zou nemen aan het eerste seizoen van de Indian Super League. Op 12 oktober 2014 maakte hij in de verloren wedstrijd tegen Atlético de Kolkata zijn debuut.